# Arne Lützen
Arne Lützen (* 26. März 1969 in Schleswig) ist ein deutscher Chemiker und Professor für Organische Chemie an der Rheinischen Friedrich-Wilhelms-Universität Bonn.

## Leben
Arne Lützen begann 1989 sein Chemiestudium an der Carl von Ossietzky Universität Oldenburg, welches er 1994 mit seiner Diplomarbeit bei Peter Köll abschloss. Anschließend promovierte er ebenfalls bei Köll im Fachbereich Chemie der Universität Oldenburg, wobei seine Promotion durch ein Doktorandenstipdendium des Fonds der Chemischen Industrie und ein weiteres Doktorandenstipendium der Heinz Neumüller Stiftung gefördert wurde. Nachdem er 1997 seine Promotion erfolgreich abgeschlossen hatte, trat er einen Postdoc-Aufenthalt am The Scripps Research Institute in La Jolla in Californien bei Julius Rebek an, welches durch ein Postdoktorandenstipendium des DAAD gefördert wurde. Nach seiner Rückkehr arbeitete er von 1998 bis 2004 als wissenschaftlicher Assistent am Fachbereich Chemie der Universität Oldenburg in der Gruppe von Köll. Es folgte seine Habilitation und Ernennung zum Privatdozenten, womit er 2004 wissenschaftlicher Oberassistent am Institut für Reine und Angewandte Chemie der Universität Oldeburg wurde. Noch im selben Jahr erhielt er Einladungen von der Alexander von Humboldt-Stiftung zum 10. German-American Frontiers in Science Symposium (GAFOS-10) und von der GDCh und der American Chemical Society zum 3. German-American Frontiers in Chemistry Symposium (GAFOC-3). Im Herbst 2005 folgten Rufe auf Professuren für Organische Chemie der Universitäten Duisburg-Essen, Erlangen und Bonn, wobei er von Oktober 2005 bis März 2006 eine Vertretung einer Professur für Organische Chemie am Fachbereich Chemie der Universität Duisburg-Essen antrat. Anschließend begann er seine Arbeit als Universitätsprofessor für Organische Chemie am Kekulé-Institut für Organische Chemie und Biochemie der Rheinischen Friedrich-Wilhelms-Universität Bonn, wo er auch heute noch zu finden ist. Lützen ist verheiratet und hat zwei Kinder.

## Forschungsgebiete
Arne Lützen forscht als Gruppenleiter des Arbeitskreises Lützen an der Universität Bonn mit seinen Mitarbeitern in der Organischen Synthese, der Supramolekularen Chemie und an Funktionelle Materialien.
In der Organischen Synthese liegen die Schwerpunkte der präparativen Arbeiten in der Herstellung und Funktionalisierung von carbo- und heterocyclischen aromatischen Verbindungen, der Synthese, Racematspaltung und Aufklärung der absoluten Konfiguration von chiralen, dissymmetrischen Verbindungen und der Synthese hochfunktionalisierter makrocyclischer Verbindungen, wobei das Augenmerk vor allem auch auf der Entwicklung von Verfahren für gezielte Monofunktionalisierungen oder effiziente vier- bis achtfache Funktionalisierungen liegt.
In der Supramolekularen Chemie konzentriert sich die Arbeitsgruppe auf die Herstellung und Erprobung funktioneller supramolekularer Systeme, wobei die Selbstorganisation metallosupramolekularer Systeme, Systeme, deren Funktionen durch allosterische Effekte kontrolliert werden können, supramolekulare Prinzipien, um zu neuen Spin-Crossover-Materialien zu gelangen, die Herstellung von kovalent und nicht-kovalent aufgebauter Rezeptoren für die Erkennung (chiraler) Moleküle und die Synthese bistabile Rotaxane im Mittelpunkt stehen.
Seit einiger Zeit beschäftigt sich der Arbeitskreis Lützen ebenfalls intensiv mit Funktionellen Materialien, wie der Synthese von p-konjugierten Oligomeren und deren Selbstorganisation zu Aggregaten mit interessanten optoelektronischen Eigenschaften.

## Veröffentlichungen
Insgesamt hat Lützen seit 1995 über 170 Publikationen in Fachzeitschriften und Buchbeiträge verfasst.

## Auszeichnungen
Im Januar 2002 erhielt Lützen den Thieme-Journal-Preis, welchem sich im Jahre 2003 der ADUC-Jahrespreis für Habilitandinnen und Habilitanden und der Preis für Gute Lehre der Universität Oldenburg anschlossen. Anschließend wurde Lützen im Jahre 2004 der Wachsmann-Preis der Universitätsgesellschaft Oldenburg überreicht. 2013 und 2017 folgten noch die Lehrpreise der Universität Bonn und der Mathematischen-Naturwissenschaftlichen Fakultät der Universität Bonn.